# István Barta
István Barta (Álmosd, 13 augustus 1895 – Boedapest, 16 februari 1948) was een Hongaars waterpolospeler.
István Barta nam als waterpoloër driemaal deel aan de Olympische Spelen in 1924, 1928 en 1932. In 1924 en 1928 speelde hij als keeper alle wedstrijden. Tijdens het toernooi van 1932 mocht hij eenmaal het Hongaarse doel verdedigen. Hij veroverde een gouden en zilveren medaille.
In de competitie kwam Barta uit voor Újpesti TE.
István Barta · 
Tibor Fazekas · 
Lajos Homonnai · 
Márton Homonnai · 
Alajos Keserű · 
Ferenc Keserű · 
József Vértesy · 
János Wenk
István Barta · 
Sándor Ivády · 
Olivér Halassy · 
Márton Homonnai · 
Alajos Keserű · 
Ferenc Keserű · 
József Vértesy
István Barta · 
György Bródy · 
Sándor Ivády · 
Olivér Halassy · 
Márton Homonnai · 
Alajos Keserű · 
Ferenc Keserű · 
János Németh · 
Miklós Sárkány · 
József Vértesy